# Pszczółki (województwo łódzkie)
Pszczółki – wieś w Polsce położona w województwie łódzkim, w powiecie bełchatowskim, w gminie Zelów.
W latach 1975–1998 miejscowość położona była w województwie piotrkowskim.